# Sellent (kommunhuvudort)
Sellent är en kommunhuvudort i Spanien.   Den ligger i provinsen Província de València och regionen Valencia, i den östra delen av landet, 300 km sydost om huvudstaden Madrid. Sellent ligger 88 meter över havet och antalet invånare är 468.
Terrängen runt Sellent är kuperad västerut, men österut är den platt. Runt Sellent är det tätbefolkat, med 369 invånare per kvadratkilometer. Närmaste större samhälle är Alzira, 18,7 km nordost om Sellent. Trakten runt Sellent består till största delen av jordbruksmark.